# Манометар
Манометар је инструмент за мјерење статичког притиска гасова и течности већих од атмосферског притиска. Показује само разлику између атмосферског и притиска који се мјери.
Притисак атмосферског ваздуха мјери се барометром и барографом, а мањи од атмосферског са вакуумметром.
По начину рада манометри се дијеле на механичке и хидрауличке.

## Хидраулички манометар
Овај тип ради на принципу спојених посуда. Обично је у облику латиничног слова У и делимично испуњен радном течношћу (вода, жива, алкохол). Један крај цијеви је обично отворен према нормалном атмосферском притиску, а други је спојен са извором мјереног притиска. Течност у цијеви ће се помјерати на различите висине у зависности од разлике притисака на крајевима цијеви. Пошто је цијев баждарена, разлика притисака се једноставно очитава са скале.
Овакав хидраулички манометар са водом се користи за мјерење разлика притиска до 10 kPa, а са живом до 100 kPa (1 Атм).

## Механички манометар
Притисак се овдје мјери на основу деформације еластичног тијела, које мијења димензије под дјеловањем притиска. Еластични елемент је обично издужена комора. Комора је везана са казаљком која показује притисак на баждареној скали.
Еластичне коморе су Бурдонова цијев, мембрана, капсула или мијех (мех).

### Бурдонова цијев
Бурдонова комора је названа по француском научнику Бурдону, који ју је измислио 1849. То је обично спљоштена метална цјевчица чији је један крај отворен, причвршћен за кућиште да не може да се помјера, и изложен дјеловању притиска који се мјери. Други крај цијеви је затворен али се слободно покреће кад се цијев стеже и растеже под дјеловањем притиска. То покретање затвореног краја цијеви се преноси на казаљку преко подесног механизма. Бурдонова цијев се користи за притиске од 0.5 до око 6000 kg/cm².

### Мембрана
Мембрана је еластична гумена, пластична, или метална плочица која је постављена између двије коморе, чија разлика у притисцима се жели мјерити. Под утицајем притиска долази до савијања плочице, које се преноси на казаљку баждарене скале. Да се постигне већа осјетљивост, мембрана је обично израђена са концентричним таласастим наборима. Користи се за притиске мање од 1 kg/cm².

### Капсула
Капсула је пљосната шупља кутија у облику диска са двије таласасте металне мембране. Једна мембрана је фиксирана, а друга се помјера под дјеловањем притиска и преноси то помјерање на казаљку мјерне скале. Батерија-капсула се састоји од неколико капсула спојених у низу. Капсуле могу бити отворене и затворене. Затворене се користе за притиске до 1 kg/cm².

### Мијех (мех)
Мијех је метална цјевчица са еластичним и таласастим зидом. Користи се за притиске од 0.03 до 5 kg/cm², а са двоструким зидом и за веће притиске.

### Клипни
Овдје притисак дјелује на једну страну клипа, којег у равнотежи држе опруга или утег познате масе. Врло је тачан и осјетљив на мале промјене притиска па се користи за баждарење.

## Спајање са извором притиска
Могуће је директно спајање или преко (хидрауличког или електричног) даљинског преносника. При непосредном спајању притисак се директно доводи у инструмент. Код даљинског преноса притисак дјелује на давач, који шаље мјерни сигнал инструменту (показивачу).
Хидраулични преносник има давач у облику коморе повезан са извором притиска преко еластичног елемента и капиларне цијеви. Систем је испуњен са глицерином или толуолом који имају ниску тачку смрзавања и мали коефицијент ширења.
Електрични преносник такође има еластични елемент, али он помјера клизач потенциометра који је спојен са електричним показивачем.

## Кориштена литература
- Војна енциклопедија, Београд, 1973, књига пета, pp. 275-276.